# Zenička industrija mlijeka
Zenička industrija mlijeka (skraćeno ZIM) je konzumna mljekara u Bosni i Hercegovini sa sjedištem u Zenici. Ima status dioničkog društva. Bavi se proizvodnjom, preradom i plasiranjem mlijeka.

## Proizvodnja
U ZIM su instalirani kapaciteti za preradu od 50.000 litara mlijeka dnevno. Godine 2014. industrija je radila kapacitetom od 22.000 litara na dan. Mlijeko se dobavlja od oko 2.000 poljoprivrednih proizvođača pretežno sa Zeničko-dobojskog i Srednjobosanskog kantona. Rekord je postignut 1990. preradom oko 15,3 miliona litara mlijeka. Godine 2008. je prerađeno 7 miliona litara mlijeka.

### Proizvodi
ZIM nudi sljedeće proizvode na tržištu koje 65% čini Grad Zenica:
- mlijeko: sterilizovano, pasterizovano
- jogurti: obični, lajt, kiseli
- pavlake
- milerami
- sirevi
- sirni namazi
- kajmak
- surutka

Pored Zenice proizvodi se nude i u drugim opštinama (sada i onima koje su postale Grad).

## Istorija
Fabrika je puštena u rad 29. novembra 1959. godine. Prvobitno je snabdijevala radnike uposlene u crnoj metalurgiji (Željezara Zenica) i rudarstvu uglavnom na području Zenice. Tokom Rata u BiH 1992—1995 pretrpjela je znatnu štetu, uključujući gubitak stručnih kadrova. Od 1995. ponovo počinje sa radom.

## Spoljašnje veze
- Zvanični veb-sajt
- Izvještaj za 2013. godinu na stranici Sarajevske berze, Sarajevo Stock Exchange (SASE)